# Odwet (poemat)
Odwet (ros. Возмездие, Wozmiezdije) – nieukończony poemat rosyjskiego poety Aleksandra Błoka z 1911.

## Geneza
Pierwszy pomysł utworu powstał w 1910, a szkice w 1911. Aleksander Błok przeżywał wtedy poważne przemiany twórcze i żył w napięciu, dopuszczając do świadomości możliwość istnienia niespójności, tak w sztuce, jak i w polityce i życiu codziennym. W Rosji narastało wrzenie rewolucyjne. Wpływ na Błoka, jak sam stwierdził w przedmowie do poematu, wywierały poglądy Augusta Strindberga, wykłady polityczne Pawła Milukowa, polityczne morderstwa w Rosji i na Ukrainie, strajki kolejarzy w Londynie, Konflikty Marokańskie, a także wystąpienia antysemickie na terenie rosyjskiego imperium. Szczególnie przygnębiła poetę śmierć Piotra Stołypina w kijowskim zamachu 14 września 1911. Błok dostrzegał w tych wszystkich wydarzeniach rytmy i melodię czasów, w których się dokonywały, twierdził, że może ująć te zdarzenia za pomocą jambów. 
W tym okresie rozpoczął tworzenie dużego poematu – Odwetu. Poeta wyobrażał go sobie jako zbiór koncentrycznych, coraz mniejszych kół, które rozwijają się i drgają jak muzyka i naprężają jak muskulatura człowieka – od największych mięśni do najmniejszych. Według Błoka poemat zrodził się z nienawiści do wszelkich, popularnych w tamtych czasach, teorii postępu i rozwoju ludzkości.

## Warszawa
Poeta przybył do Warszawy 1 grudnia 1909, do łoża umierającego ojca, jednak przyjechał zbyt późno – już po jego śmierci. Pobyt wydłużał się z uwagi na konieczność dokonania wszelkiego typu formalności biurokratyczno-likwidacyjnych. Błok nie ograniczał się jednak tylko do spraw urzędowych – poświęcał wiele czasu na zwiedzanie Warszawy, rozmowy z przyjaciółmi ojca oraz wizyty w kabaretach i restauracjach. Łącznie spędził w Warszawie 18 dni i wyniósł stamtąd mnóstwo obserwacji społecznych i obyczajowych. Było to zaczynem najpierw skromnego wiersza Ojciec, a potem dzieła Odwet – poemat warszawski. Zadedykował je siostrze – Angelinie Błok.

## Istota
Trudny i pełen zmagań proces twórczy trwał 10 lat i nie został nigdy ukończony ostatecznie. Poeta odrzucił stopniowo poetykę symbolizmu, na rzecz języka potocznego, narracji człowieka z tłumu. Potrzebna mu była także znajomość historii Polski, co wymagało studiowania materiałów historiograficznych. 
Motorem napędowym Odwetu jest nienawiść Błoka do istoty rosyjskiego samodzierżawia, chylącego się do upadku ustroju Rosji. Bezpośrednio przed wyjazdem do Warszawy poeta ostro starł się z rosyjskim publicystą prawicowym - Wasilijem Rozanowem właśnie na temat przyszłości ustroju Rosji. 

## Polonica
Dzieło pełne jest odniesień polskich, opisów poszczególnych części Warszawy, czy polskiej mentalności. Błok znał dobrze twórczość Mickiewicza, Krasińskiego, Norwida, czy Słowackiego, a ponadto cenił Polaków za hardość w oporze przeciw władzy. Warszawa jest dla niego miastem oporu i walki podziemnej. Błok sprzeciwia się w niektórych strofach antypolskim wystąpieniom Puszkina i wierszowi Fiodora Tiutczewa Na wzięcie Warszawy.

## Przepowiednia
Błok przepowiedział w poemacie „niespotykane, niesłychane, potężne bunty i powstania”.

## Motto
Motto utworu brzmi: Młodość - to odwet i pochodzi od Henrika Ibsena.